# Гольцов
Гольцов (нім. Golzow) — громада в Німеччині, розташована в землі Бранденбург. Входить до складу району Меркіш-Одерланд. Центр об'єднання громад Гольцов.
Площа — 17,21 км2. Населення становить 788 ос. (станом на 31 грудня 2020).